# George Pelecanos
George P. Pelecanos (Washington, 18 febbraio 1957) è uno scrittore statunitense di romanzi polizieschi.
Di origine greca, prima di approdare alla scrittura ha fatto innumerevoli lavori tra cui il barista, il cuoco, il venditore di scarpe ed elettrodomestici, mestieri che farà poi svolgere a molti protagonisti dei suoi romanzi. Pelecanos è un grande amante della musica soul e rock degli anni sessanta e settanta. Ha vinto il premio "Raymond Chandler" in Italia, il "Falcon" in Giappone e il "Grand Prix Du Roman Noir" in Francia. È stato ospite al Festivaletteratura  di Mantova nel 2004. Scrive per giornali e riviste come il Washington Post, GQ, il New York Times, Mojo, Uncut e molte altre. È stato distributore cinematografico: ha lavorato con i fratelli Coen e ha fatto conoscere negli Stati Uniti The Killer di John Woo.
Scrive anche per la televisione. È uno dei produttori e soggettisti di The Wire, serie poliziesca pluripremiata della HBO e ha scritto una miniserie televisiva sullo sfondo della seconda guerra mondiale prodotta da Steven Spielberg e Tom Hanks intitolata The Pacific. Sempre per il canale via cavo HBO ha creato la serie The Deuce - La via del porno, incentrata sulla nascente industria pornografica nella New York degli anni settanta.
Attualmente vive a Silver Spring, Maryland, con moglie e tre figli.

## Premi letterari
- Nel 1998 finalista premio Gold Dagger Award con il romanzo King Suckerman.
- Nel 2001 finalista premio Gold Dagger Award con il romanzo Right as Rain.
- Nel 2005 vince il Premio Raymond Chandler alla carriera.
- Nel 2007 vince il Premio Barry per il miglior romanzo con The Night Gardener.
- Nel 2009 vince l'Hammett Prize con il romanzo The Turnaround.
- Nel 2010 finalista premio Gold Dagger Award con il romanzo The Way Home.
- Nel 2012 vince lo Strand Critics Award con il romanzo The Cut.

## Opere

### Romanzi
- Shoedog (1994)
- Il guardiano del buio (Drama City) (2005), Edizioni Piemme
- Il giardiniere notturno (The Night Gardener) (2006), Edizioni Piemme
- Il sognatore (The Turnaround) (2008), Edizioni Piemme (Hammett Prize 2009)
- La strada di casa (The Way Home) (2009), Edizioni Piemme
- È la notte che vince (The Cut) (2011), Edizioni Piemme
- The Double (2013)
- L'uomo che amava i libri (The man who came updown), (2020), SEM

#### Serie con Nick Stefanos
1. A Firing Offense (1992)
2. Nick's Trip (1993)
3. Down by the River Where the Dead Men Go (1995)

#### Serie Quartetto di D.C.
1. The Big Blowdown (1996)
2. King Suckerman  (King Suckerman) (1997), Shake Edizioni
3. Non temerò alcun male (The Sweet Forever) (1998), Edizioni Piemme
4. Vendetta  (Shame the Devil) (2000), Edizioni Piemme

#### Serie con Derek Strange e Terry Quinn
1. Strade di sangue (Right as Rain) (2001), Edizioni Piemme
2. Angeli neri (Hell to Pay) (2002) Edizioni Piemme
3. Il circo delle anime (Soul Circus) (2003), Edizioni Piemme
4. Fuoco nero (Hard Revolution) (2004), Edizioni Piemme
5. What It Was (2012)

### Raccolte curate
- D.C. Noir (2006)
- D.C. Noir 2: The Classics (2008)
- Best American Mystery Stories 2008 (2008)

#### In italiano
- Martini Shot e altri racconti (The Martini Shot, 2015), SEM, 2021, ISBN 9788893903400

## Filmografia
- The Wire – serie TV, 12 episodi (2004)
- The Pacific – miniserie TV, 10 puntate (2010)
- Treme – serie TV, 17 episodi (2012-2013)
- The Deuce - La via del porno (The Deuce) – serie TV, 25 episodi (2017-2019)
- We Own This City - Potere e corruzione (We Own This City) – miniserie TV, 6 puntate (2022)